# Frederick McCubbin

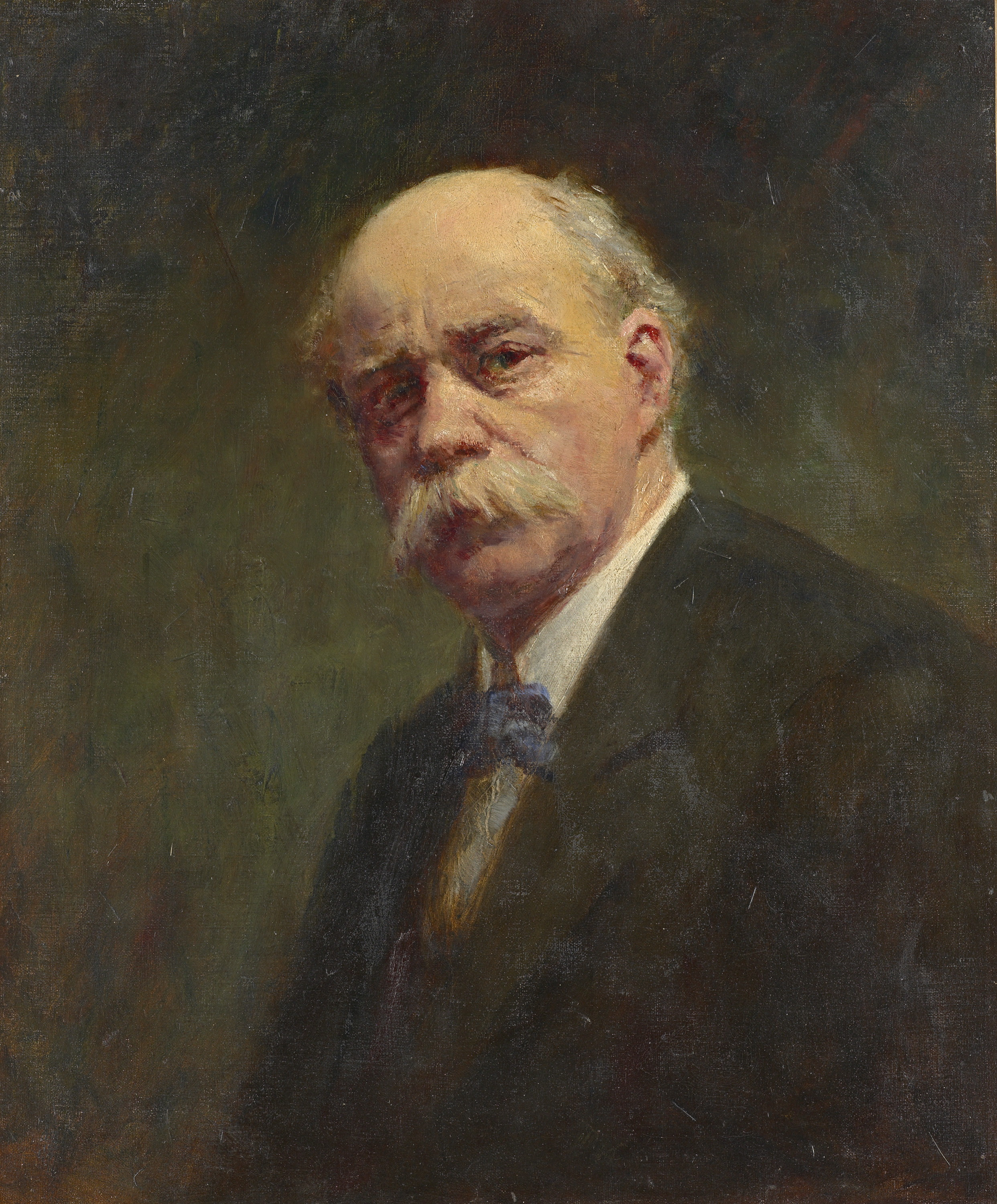
Selbstporträt von Frederick McCubbin

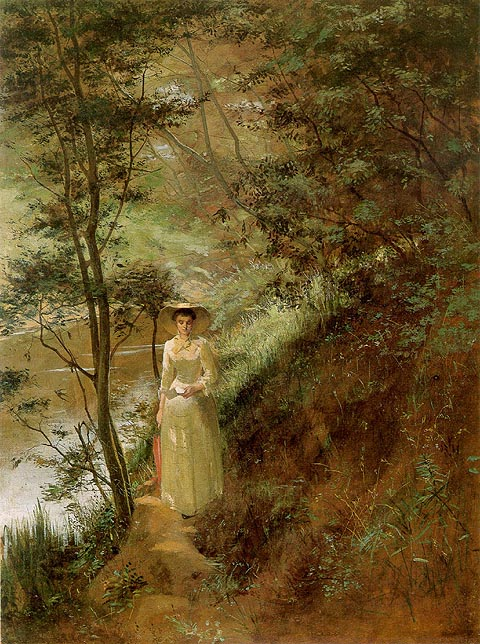
The Letter (1884)

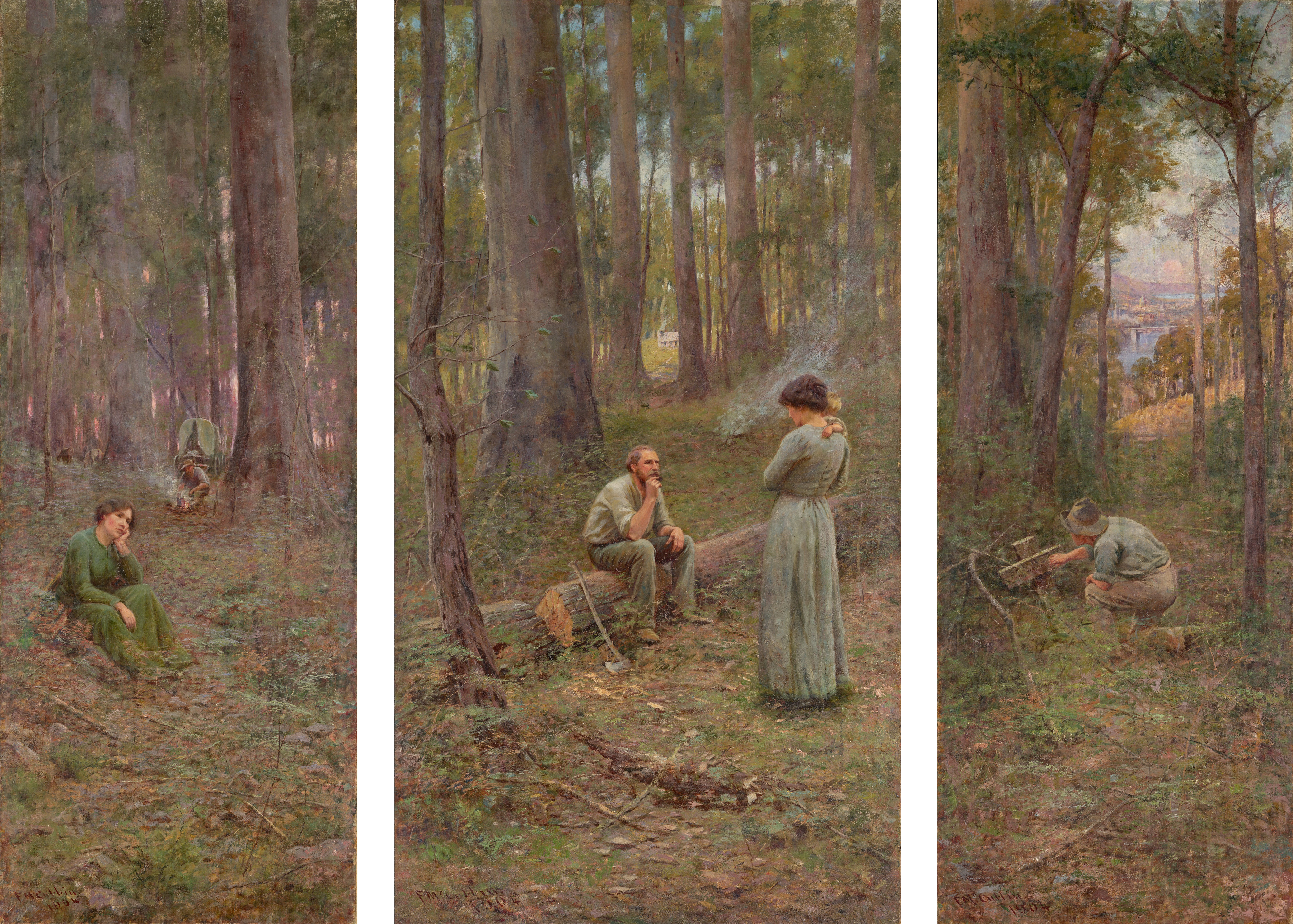
The pioneer (1904)

Frederick McCubbin (* 25. Februar 1855 in Melbourne, Australien; † 20. Dezember 1917) war ein australischer Maler. Er war ein wichtiger Vertreter der Heidelberg School (nach dem australischen Heidelberg), die eine der wichtigen Perioden in der Geschichte der bildenden Kunst Australiens darstellt.

## Biographie
Frederick McCubbin wurde als drittes von acht Kindern geboren. Sein Vater Alexander McCubbin war Bäcker, seine Mutter Anne McWilliams stammte aus England. Frederick besuchte die William Willmett's West Melbourne Common School und die St Paul’s School. Später arbeitete er für eine Zeit als Angestellter bei einem Solicitor, dann als Karosserie-Lackierer. Während seines Kunststudiums in der National Gallery of Victoria Art School arbeitete er auch in der Bäckerei seiner Familie. An der National Gallery School traf er Tom Roberts und studierte bei Eugene von Guerard. McCubbin studierte auch an der Victorian Akademie der Kunst und stellte dort 1876 und von 1879 bis 1882 aus. 1880 verkaufte er sein erstes Gemälde. In diesem Zeitraum – nach dem Tod seines Vaters – übernahm er auch die Leitung des Familiengeschäfts.
In den frühen 1880er begannen McCubbins Werke einige Aufmerksamkeit zu erregen. Er erhielt eine Anzahl von Preisen von der National Gallery, darunter 1883 einen ersten Preis für Gemälde und Zeichnen in der Jahresausstellung für Werke von Kunststudenten. Ab Mitte der 1880er Jahre konzentrierte sich McCubbin in seiner Sujetwahl auf das australische Buschland. Mit diesen Arbeiten wurde er später am bekanntesten.
1888 wurde er Lehrer und Master an der School of Design at the National Gallery. Dort unterrichtete er Studenten, die später bekannte australische Künstler wurden, darunter Alice Marian Ellen Bale, Charles Conder, William Beckwith McInnes, Hilda Rix Nicholas und Arthur Streeton.
McCubbin setzte das Malen in den ersten zwei Jahrzehnten des 20. Jahrhunderts fort, wobei sich sein gesundheitlicher Zustand zu Beginn des Ersten Weltkriegs verschlechterte. 1907 reiste er nach England, besuchte auch Tasmanien, aber abgesehen von diesen relativ kurzen Ausflügen verbrachte er die meiste Zeit seines Lebens in Melbourne.
Im März 1889 heiratete McCubbin Annie Moriarty. Das Paar hatte sieben Kinder, von denen der Sohn Louis auch ein Künstler wurde.
1901 zogen McCubbin und seine Familie nach Mount Macedon im australischen Staat Victoria. Ihr vorgefertigtes Haus im englischen Stil ließ er auf den nördlichen Hängen eines Berges errichten, den er „Fontainebleau“ taufte. In dieser Umgebung malte er viele Bilder, darunter das Werk „The Pioneer“. Das Haus überstand die Aschermittwoch-Brände von 1983 und steht heute noch als künstlerisches Vermächtnis McCubbins. Auf Mount Macedon inspirierte ihn das Buschland der Umgebung zu Experimenten mit Licht und dessen Wirkungen auf Farben in der Natur.
McCubbin wurde 1912 Gründungsmitglied der Australian Arts Society. 1917 verstarb er an einem Herzversagen.

## Werke
Im Jahr 1998 wurde McCubbins Gemälde Bush Idyll (1893) für 2.312.500 Dollar verkauft. Das war ein Rekordpreis für einen australischen Maler.